# Mâtre
Die Mâtre ist ein Bach im Zentrum von Frankreich, der im Département Ain der Region Auvergne-Rhône-Alpes nordöstlich der Stadt Villefranche-sur-Saône verläuft.

## Geografie

### Verlauf
Die Mâtre entspringt im Ortsgebiet von Villeneuve, entwässert generell Richtung Nordwest und mündet nach rund 11 Kilometern im Gemeindegebiet von Messimy-sur-Saône als linker Nebenfluss in die Saône.

### Orte am Fluss
(Reihenfolge in Fließrichtung)
- Villeneuve
- Chaleins
- Messimy-sur-Saône